# Jie Gui
Pour les articles homonymes, voir Jie.
Jie Gui (caractère chinois : 桀癸, EFEO : Kie kouei), aussi appelé Di Jie (帝桀), fut le dix-septième et dernier roi de la dynastie Xia, (EFEO : Hia) de son nom personnel Si Gui (姒癸).
Il aurait régné de -1818 à -1767. Il fut intronisé l'année de Renchen (壬辰) et fixa sa capitale à Zhenxun (斟鄩). Il n'était pas un mauvais dirigeant, jusqu'au jour où il découvrit Moxi (末喜), qui devint sa concubine. À partir de ce moment, il ne prêta plus d'attention aux affaires d'états. Moxi prétendit avoir corrompu le roi grâce à son adresse sexuelle. La débauche était devenue son passe-temps préféré, et Moxi fit construire un lac de vin et ordonna à trois mille hommes de le boire en entier. Elle rit au moment où ils se noyèrent tous.
Sous son règne le déclin de la dynastie Xia se concrétisa. Après avoir fait emprisonner Cheng Tang, il le libéra. Mais Tang garda en mémoire cet emprisonnement injuste. Peu après, il attaqua Jie et le vainquit à la bataille de Mingtiao (鳴條之戰). Jie s'enfuit mais fut rattrapé et capturé par le général Wuzi (戊子). Il fut emprisonné, puis libéré et mourut de maladie en exil.